# Nový den
Nový den je český televizní zábavně-zpravodajský pořad vysílaný od roku 2020 na TV Prima a CNN Prima News.
Součástí Nového dne jsou rozhovory na aktuální témata, zpravodajské bloky, předpověď počasí a sportovní zprávy. Pořad vysílají každý všední den stanice TV Prima a CNN Prima News, přičemž na CNN Prima News běží od 5.55 do 9.00, TV Prima vysílá blok od 5.55 do 7.00. Nový den původně moderovala dvojice Libor Bouček – Soňa Porupková; v létě roku 2021 se Bouček stal šéfdramaturgem zábavních pořadů skupiny Prima, a tak byl nahrazen Petrem Suchoněm, jehož v prosinci 2021 nahradil Josef Mádle. V září 2021 přibyla do týmu pořadu dvojice Jaroslav Brousil – Lenka Špillarová.
K roku 2024 pořad moderují Jiří Šlégl se Sabinou Dračkovou a Marek Kafka s Danielou Habešovou.